# フロリダ半島

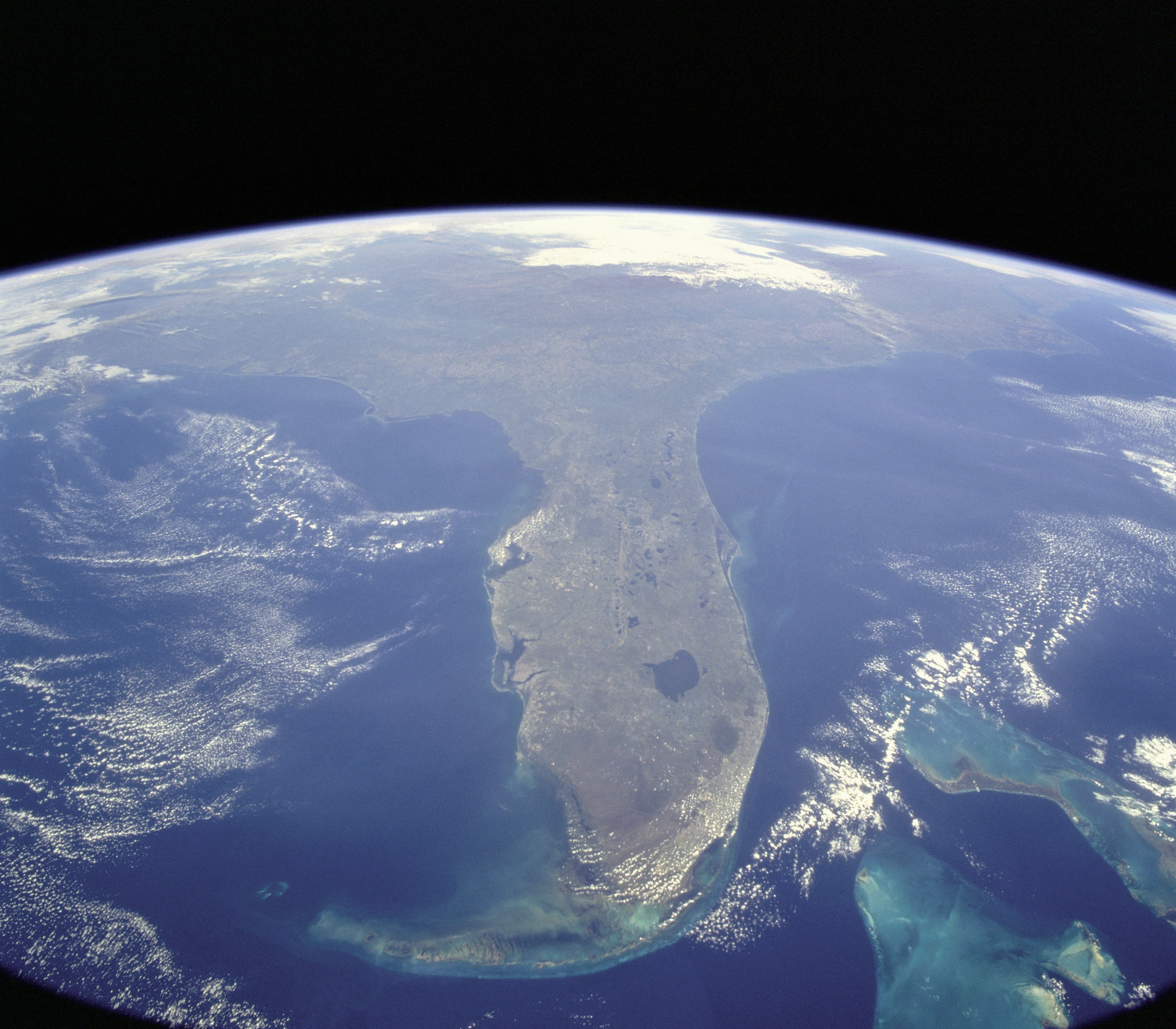

フロリダ半島（フロリダはんとう、英語: florida peninsula）は、北アメリカ大陸南東部から南南東へと伸びる半島であり、長さは約500 kmにわたる。西側はメキシコ湾に面し、東側は大西洋に面しており、これらを分ける陸地である。全域がアメリカ合衆国のフロリダ州に属する。半島の南にはフロリダキーズがあり、その先はフロリダ海峡を隔ててキューバである。
北部には泉が多く、洞窟潜水の盛んな地域として知られている。